# Achilixius davaoensi
Achilixius davaoensi är en insektsart som beskrevs av Frederick Arthur Godfrey Muir 1923. Achilixius davaoensi ingår i släktet Achilixius och familjen Achilixiidae. Inga underarter finns listade i Catalogue of Life.